# Carnage (Nick Cave e Warren Ellis)
Carnage è un album in studio del 2021 dei musicisti Nick Cave e Warren Ellis. Collaboratori di lunga data con Bad Seeds e Grinderman, Carnage è il loro primo album in studio come duo. Viene scritto e registrato in pochi giorni.
Pubblicato in digitale il 25 febbraio 2021, sarà pubblicato in formato CD e vinile il 28 maggio 2021 da Goliath Records.
Rolling Stone lo definisce «il disco definitivo sul lockdown»; la rivista Rumore ha assegnato all'album un voto pari a 77/100.

## Tracce
Testi e musiche di Nick Cave e Warren Ellis.
1. Hand Of God – 5:16
2. Old Time – 5:16
3. Carnage – 4:47
4. White Elephant – 6:08
5. Albuquerque – 3:56
6. Lavender Fields – 4:33
7. Shattered Ground – 5:34
8. Balcony Man – 4:30

Durata totale: 40:00

## Classifiche

### Classifiche settimanali
| Classifica (2021) | Posizione massima |
| ----------------- | ----------------- |
| Austria           | 4                 |
| Croazia           | 4                 |
| Danimarca         | 15                |
| Finlandia         | 39                |
| Francia           | 53                |
| Nuova Zelanda     | 25                |
| Polonia           | 30                |
| Portogallo        | 1                 |
| Regno Unito       | 3                 |
| Spagna            | 17                |
| Svizzera          | 4                 |

### Classifiche di fine anno
| Classifica (2021) | Posizione |
| ----------------- | --------- |
| Belgio (Fiandre)  | 69        |
| Portogallo        | 63        |